# Giuseppe Corsi da Celano
Giuseppe Corsi Vangelisti, född den 1631 i Celano, död efter den 10 mars 1691 i Ancona, var en italiensk kyrkomusiker och kompositör.